# Roc Blanc
Pour un article plus général, voir Séranne.
Le roc Blanc est le point culminant du massif de la Séranne dans le département de l'Hérault. Son altitude est de 942 mètres. Le sommet est occupé par un poste d'observation ainsi que quelques antennes.

## Géographie
À l'extrémité nord du massif de la Séranne, le roc Blanc domine la vallée de la Vis et le Causse de Blandas à l'ouest et la vallée de la Buèges et le Causse de la Selle à l'est.

## Accès
Le roc Blanc est accessible en automobile au départ de Ganges en empruntant la RD 4 jusqu'à Cazilhac puis la petite RD 4E9 montant au-dessus du village et enfin, avant que la route ne redescende sur l'autre versant, prendre à gauche une longue piste caillouteuse sur environ 7 km pour atteindre le sommet.
À pied, l'ascension au départ de la vallée de la Vis commence à Gorniés et passe par les Euzes, l'ascension au départ de la vallée de la Buèges commence à Saint-André-de-Buèges et passe par Notre dame du Suc.

## Loisirs

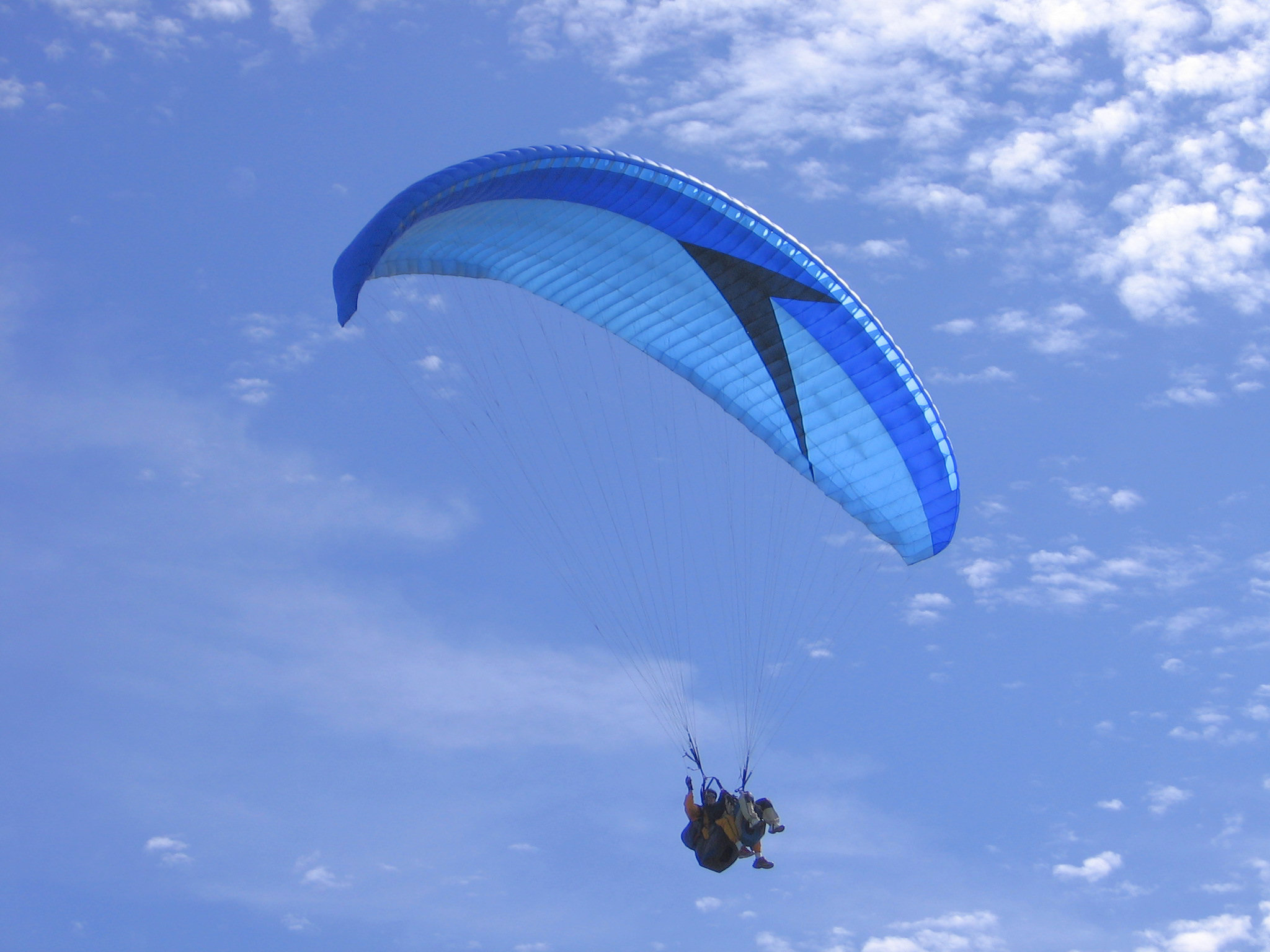
Un parapentiste en vol

Le roc Blanc est un site de décollage très prisé en deltaplane et parapente. L'atterrissage de Coupiac est à 45 minutes au nord de Montpellier.